# Kali dibiphosphit
Kali đihiđrophotphit là một hợp chất vô cơ với công thức phân tử KH2PO3, hợp chất có liên quan là H3PO3.2(KH2PO3). Cả hai đều là chất rắn màu trắng, là muối axit của anion đihiđrophotphit H2PO3−, một trong hai anion của axit photphorơ.

## Ứng dụng
Kali đihiđrophotphit được sử dụng trong một số loại phân bón để bổ sung nguyên tố P cho cây trồng vì tính tan tốt trong nước của nó.